# Curtia confusa
Curtia confusa là một loài thực vật có hoa trong họ Long đởm. Loài này được Grothe & Maas mô tả khoa học đầu tiên năm 1984.